# Patricia Churchland
Patricia Churchland (16 juillet 1943 - ) est une philosophe canadienne et américaine de tradition analytique connue pour ses contributions dans les domaines de philosophie de l'esprit et de neurophilosophie. Elle est professeure émérite à l'Université de Californie à San Diego où elle enseigne depuis 1984.

## Carrière
Patricia Churchland est philosophe et neuroscientifique de formation. Elle a étudié la philosophie à l'Université de la Colombie-Britannique, l'Université de Pittsburgh et l'Université d'Oxford. Elle a également étudié les neurosciences et a enseigné la philosophie à l'Université du Manitoba de 1969 à 1984 avant d'aller enseigner à l'Université de Californie. Elle est aussi professeur adjointe à Salk Institute for Biological Studies depuis 1989. Elle est membre du conseil des fiduciaires du Centre de Moscou pour les études de la conscience (Moscow Center for Consciousness Studies) du département de philosophie de l'Université d'État de Moscou.
Elle participe à de nombreuses conférences portant sur le rapport de la morale et de la religion avec le développement du cerveau et des capacités cognitives, dont on trouve les conférences du Mind and Life Institute, qui a pour but de promouvoir un dialogue entre la science et le bouddhisme.
Elle est l'épouse du philosophe Paul Churchland. Selon le magazine américain The New Yorker, les travaux de ce couple philosophique « sont tellement similaires qu'ils sont parfois discutés, dans des revues et des livres, comme s'ils s'agissait du travail d'une seule personne ».

## Recherches
Patricia Churchland est philosophe des sciences dont les recherches s'intéressent à l'interface entre la philosophie et les neurosciences. Pour elle, pour comprendre l'esprit, les philosophes devraient comprendre le cerveau. Elle est associée à une école de pensée appelée matérialisme éliminativiste qui soutient que le sens commun, l'immédiatement intuitif, ou les concepts de la psychologie naïve, telles que la pensée, le libre arbitre et la conscience devront être révisées à l'aune du progrès scientifique et d'une manière physiquement réductionniste car les neuroscientifiques découvrent de plus en plus la nature du cerveau et des fonctions cérébrales.

## Approches

### Matérialisme éliminativiste
Le « matérialisme éliminativiste » est l’une des approches neurophilosophiques de Patricia Churchland. Selon cette théorie, la neurophilosophie est une forme de matérialisme qui introduit la science du cerveau comme étant l’explication exacte du comportement de l’être humain. Par ailleurs, elle estime que la psychologie du sens commun (tel que le cognitivisme classique) est fausse et sera éliminée par les concepts neuroscientifiques beaucoup plus élaborés à l'avenir.

### Publication[6]
En 1986, Patricia Churchland publie un livre qui sera le plus considérable de sa carrière, Neurophilosophy. Son livre porte sur la façon de discerner l’esprit humain autrement que de la manière dont il est perçu dans la science traditionnelle. Durant plusieurs années, elle œuvre à la construction d’un outil théorique, afin de mieux déchiffrer les niveaux organisationnels du cerveau. Par son ouvrage, Churchland aspirait à prouver qu’il se doit d’approcher les concepts psychologiques à l’aide de la neurophilosophie, et en aucun cas ne distinguer les deux domaines. Selon la théorie de Patricia Churchland, les convictions et les fantasmes des êtres humains, ne sont que de simples inventions de l’homme. La neurophilosophie, telle qu’elle est interprétée par Churchland, accroît notre degré de compréhension en minimisant par la même occasion la part d’ignorance. La professeure implique par cela que la neurophilosophie incite la psychologie à faire un lien avec la philosophie. Si l’on comprend que l’état d’âme du cœur écoule d’abord par le cerveau, on accède à la vertu. Patricia Churchland affirme que la neuroscience et la philosophie se concordent par leur but similaire qui est d’atteindre la quiétude intérieure. Elle démontre par son œuvre son aspect naturaliste des choses, et comment tout chose, doit ressurgir comme aux bases de l’état de nature. Dans ses recherches, elle confirme que les désirs, les peurs, et tout autre fort sentiment ne peuvent pas faire l’objet du raisonnement du cerveau humain. En effet, Patricia Churchland trouve la solution dans la philosophie de l’esprit qui autorise au cerveau de raisonner dans toutes ses capacités.

## Prix et distinctions
- Prix MacArthur, 1991.
- Lauréat de l'humanisme, International Academy of Humanism, 1993.
- Doctorat honoraire en lettres, Université de Virginie, 1996.
- Docteur honoraire en droit, Université de l'Alberta, 2007.
- Scientifique cognitiviste distingué, Université de Californie à Merced, Cognitive and Information Sciences program, 2011.